# Novovolodîmîrivka, Ielaneț
Novovolodîmîrivka (în ucraineană Нововолодимирівка) este un sat în comuna Velîkoserbulivka din raionul Ielaneț, regiunea Mîkolaiiv, Ucraina.

## Demografie
Componența lingvistică a localității Novovolodîmîrivka
     Ucraineană (87,74%)
     Rusă (6,02%)
     Română (5,16%)
     Alte limbi (0,65%)
Conform recensământului din 2001, majoritatea populației localității Novovolodîmîrivka era vorbitoare de ucraineană (87,74%), existând în minoritate și vorbitori de rusă (6,02%) și română (5,16%).